# Choo-Choo Charles
Choo-Choo Charles — компьютерная игра в жанре хоррор, разработанная и изданная Two Star Games в 2022 году. Игрок управляет архивариусом-охотником на монстров, чья задача — усовершенствовать защиту своего поезда для противостояния и уничтожения главного антагониста, Чарльза — монструозного гибрида поезда и паука, охотящегося на людей.
После выхода первого трейлера в 2021 году игра получила вирусную популярность в интернете, вызвав активное обсуждение на таких платформах, как Twitter и Reddit. В результате проект был включён в список самых ожидаемых игр 2022 года по версии Time. Игра получила смешанные отзывы критиков.

## Игровой процесс
Игровой процесс представляет собой передвижение на поезде по открытому миру, выполнение заданий неигровых персонажей, сбор ресурсов и улучшение поезда для противостояния Чарльзу — противнику, который периодически преследует игрока. Отражение атак осуществляется с помощью установленного на поезде орудия. Основная цель игры заключается в поиске трёх светящихся яиц, собрав которые игрок вызывает Чарльза на финальное сражение. Полное прохождение игры занимает от трёх до пяти часов.
Действие происходит на острове с разветвлённой сетью железнодорожных путей, по которым игрок перемещается между локациями для выполнения заданий неигровых персонажей. В основной сюжетной линии задействованы четыре ключевых персонажа. Помимо Чарльза, противниками игрока выступают вооружённые культисты, охраняющие три светящихся яйца, необходимых для завершения игры. При взаимодействии с культистами игрокам предлагается использовать скрытное проникновение для кражи яиц, однако возможно и прямое столкновение с применением оружия поезда или путём наезда. Дополнительные задания преимущественно состоят в поиске предметов по заданиям, за выполнение которых игрок получает новое вооружение и другие награды.

## Сюжет
Протагонистом игры выступает безымянный архивариус и охотник на чудовищ, известный как «Архивариус», которого вызывает на остров Аранеарум его друг Юджин для противостояния Чарльзу — гибриду паука и локомотива, терроризирующему остров и охотящемуся на людей. По прибытии Чарльз нападает на героев и убивает Юджина, однако тот успевает передать Архивариусу информацию о яйцах Чарльза, с помощью которых можно вызвать монстра на бой, а также поезд, оснащённый пулемётом для передвижения по острову и защиты от нападений Чарльза.
Сын Юджина, Пол, вместе с жителями острова разработал план уничтожения Чарльза, для реализации которого требуется участие Архивариуса. Задача протагониста — посетить различных неигровых персонажей на острове. От них Архивариус получает ключи от шахт, где хранятся светящиеся яйца Чарльза, детали для модернизации поезда и дополнительное вооружение, включающее огнемёт, ракетную установку и противотанковую пушку, необходимые для эффективной защиты от Чарльза. В ходе выполнения заданий Архивариус сталкивается с культистами под предводительством Уоррена Чарльза III, владельца горнодобывающей компании, планирующими использовать Чарльза для достижения мирового господства. Выясняется, что пробуждение Чарльза произошло по вине Уоррена, обнаружившего яйца существа при проведении глубинных работ.
Собрав все три яйца, Архивариус призывает Чарльза, который, трансформировавшись в форму «Адского Чарльза», пожирает Уоррена и атакует протагониста. Финальное сражение завершается тем, что Архивариус и Пол реализуют план с подрывом моста: заманив на него Чарльза, они активируют взрывчатку, в результате чего существо падает на деревянную опору конструкции и погибает.
Сцена после титров демонстрирует пещеру, в которой хранятся сотни яиц Чарльза, намекая на его потенциальное возвращение.

## Разработка и выпуск
Разработкой Choo-Choo Charles занимался Гэвин Айзенбайсз, используя визуальный скриптинг Blueprint в Unreal Engine 4. Процесс разработки документировался автором в записях на YouTube.
Основным источником вдохновения для создания Choo-Choo Charles послужила трёхмерная хоррор-анимация Thomas Feeds авторства Тома Кобена, изображающая паровозик Томас как гибрид поезда и паука. Анимация была опубликована в ноябре 2020 года на YouTube-канале Кобена. Предположительно, на создание игры также повлияла детская книга «Чарли-паровозик» (Charlie the Choo-Choo), опубликованная в 2016 году Стивеном Кингом под псевдонимом «Берил Эванс» как часть цикла «Тёмная башня».
Выпуск игры на платформе Windows произошёл 9 декабря 2022 года под эгидой компании Two Star Games, принадлежащей разработчику. Айзенбайсз анонсировал намерения по выпуску консольных версий. Версии для Xbox One, Xbox Series X и Series S, PlayStation 4 и PlayStation 5 вышли 21 декабря 2023 года.

## Отзывы критиков
| Сводный рейтинг | Сводный рейтинг |
| Агрегатор       | Оценка          |
| --------------- | --------------- |
| Metacritic      | 53/100          |

На агрегаторе рецензий Metacritic игра получила оценку 53/100, что соответствует категории «смешанные или средние отзывы».
Стив Хогарти из Rock Paper Shotgun охарактеризовал игру как «некачественную, очень короткую и утомительную при длительном прохождении». По его мнению, концепция игры была удачной, но её реализация оказалась поверхностной. Зак Цвайзен из Kotaku положительно оценил оригинальность и идеи игры, но раскритиковал её за неудачные элементы стелса, недостаточную атмосферу ужаса и малую продолжительность. В рецензии IGN Трэвис Нортап негативно оценил игру, охарактеризовав её как «нестабильную», «примитивную» и «более скучную, чем ожидалось». Особой критике подверглись пешие стелс-секции, которые рецензент назвал «категорически неприятными». В свою очередь, обозреватель Destructoid Зои Хэндли дала игре среднюю оценку, охарактеризовав её как «приемлемую».